# Flemming Flindt
Flemming Ole Flindt (* 30. September 1936 in Kopenhagen; † 3. März 2009 in Sarasota/Florida) war ein dänischer Balletttänzer, Choreograph und Ballettdirektor.

## Tänzer
Flindt studierte an der Ballettschule am Königlichen Theater Kopenhagen und der Pariser Oper. 
1955 wurde er, achtzehnjährig, Solotänzer des Königlichen Balletts. Als Gast trat er u. a. mit dem London Festival Ballet (1955), dem Ballet Rambert in August Bournonvilles La Sylphide (1960), dem Royal Ballet in Frederick Ashtons Sylvia (1963) und dem Bolshoi Ballett (1968) auf. 1961 tanzte er als Solotänzer an der Pariser Oper in  La Sylphide, in Harald Landers Études und Choreographien von George Balanchine.

## Choreograph und Ballettdirektor
1963 gestaltete er seine erste, eigene Choreographie mit Enetime (La Leçon), einem ursprünglich für das Fernsehen konzipierten Ballett nach Eugène Ionesco, konzipiert von Georges Delerue. Die Bühnenfassung erlebte ihre Premiere mit dem Royal Danish Ballet an der Opera Paris, 1964. Es war auch Teil der privaten Tournee, die Flemming Flindt 1975 bis 1978 für Rudolf Nurejew entwarf.
1966 bis 1978 war Flindt künstlerischer Leiter des Königlichen Dänischen Balletts. Nachdem er bereits als Tänzer auch in Stücken zeitgenössischer Choreographien wie Lander, Birgit Cullberg und Roland Petit Erfolg hatte, führte er nun mit dem Königlichen Ballett Werke von Paul Taylor, Jerome Robbins, Glen Tetley und Ron Field auf. Als eigene Choreographien brachte er u. a. Der wunderbare Mandarin (Béla Bartók, 1967), Der Triumph des Todes (Anders Koppel, 1971), Der Nussknacker (Peter Tschaikowski, 1971), Jeux (Claude Debussy, 1973) und Traumland (Anders Koppel, 1974) auf die Bühne. 
1978 gründete er seine eigene Tanz Company und trennte sich vom Königlichen Ballett. Seine erste Arbeit mit seiner freien Truppe war Salome. Die Choreographie fand in einem berühmten historischen Zirkusgebäude in Kopenhagen statt, Copenhagen’s Cirkusbygningen. Die Musik komponierte Peter Maxwell Davies, gespielt vom Danmarks Radio Orchestra, dirigiert von János Fürst. Flindt tanzte selbst in der Rolle des Herod, die Titelrolle seine Frau Vivi Flindt. In weiteren Rollen tanzten Jonny Eliasson als John the Baptist; und Lizzie Rhode als Herodias. Vivi war in der letzten Szene komplett nackt, was zu dieser Zeit großes Aufsehen erregte, zumal diese Szene vom Dänischen Fernsehen übertragen wurde.
Von 1981 bis 1989 war Flindt künstlerischer Leiter des Dallas Ballet Theatre, danach arbeitete er als freiberuflicher Choreograph, häufig mit dem Cleveland Ballet. Für Rudolf Nurejew schuf er 1989 Der Mantel nach der Novelle von Nikolai Gogel und 1991 Der Tod in Venedig nach Thomas Mann (mit Nurejew als Gustav Aschenbach). 
In den 1990er Jahren arbeitete er erneut mit dem Königlichen Dänischen Ballett zusammen: 1991 führte er in voller Länge das zweiaktige Werk Caroline Mathilde (Musik von P. M. Davies) auf, benannt nach einer dänischen Königin. Sein letztes Werk war 1998 Legs of Fire (Musik von Erik Norby). 
Flemming Flindt arbeitete kontinuierlich mit dem Ballet San Jose of Silicon Valley, Californien, USA. 2004 choreographierte er dort Out of Africa, eine Adaption nach dem gleichnamigen Buch Jenseits von Afrika von Karen Blixen, das unter deren Pseudonym Isak Dinesende erschien. Im November 2008 war er persönlich anwesend bei der Aufführung seines Werkes, Der Toreador.
Am 3. März 2009 starb er in Sarasota, Florida, USA. Beerdigt wurde er in Dänemark, Frederiksberg Ældre Kirkegård.

## Privat
Flemming Flindt war ab 28. Januar 1970 verheiratet mit der dänischen Solotänzerin Vivi Flinth, mehr bekannt als Vivi Gleker. Tochter des Soloflötisten des Königlichen Theaters Kopenhagen  Ellton Groth Gelker und Else Margrethe Freundlich. Die Ehe wurde 1995 geschieden. Er hinterließ eine Stieftochter Tina (geb. 1964) sowie zwei leibliche Töchter: Bernadette (geb. 1970) und Vanessa (geb. 1974). 

## Ehrungen
Flemming Flindt erhielt 1974 den Dannebrogorden (Ridder 1. grad.) und 1975 die Carina-Ari-Ehrenmedaille. 